# Rifaat El-Fanageely
 Rifaat El-Fanageely  (en árabe: رفعت الفنجيلي‎), a veces transliterado como El-Fanagily, El-Fanaguili o El-Fanagili, (nacido el 1 de mayo de 1936 en Damieta; fallecido el 23 de junio de 2004) era un futbolista egipcio, se desempeñaba como defensa.

## Carrera como jugador
Formado en el Suez Club, Rifaat El-Fanageely es reclutado en 1953 por el principal club egipcio de la época, el Al-Ahly, donde llega a ser una pieza fundamental en defensa hasta 1967 (cuando dejó de disputarse la liga durante algunos años), logrando 7 títulos de campeón de liga y 4 de copa.

## Selección nacional
Con la selección nacional, gana las dos primeras ediciones de la Copa Africana de Naciones, la de 1957 y la de 1959. También forma parte del equipo que consiguió el puesto 3º en la edición de 1963.
Con el equipo de fútbol de Egipto, disputa dos olimpiadas, la de Roma en 1960 y la de Tokio en 1964. En la de Tokio, Egipto llega a las semifinales y El-Fanageely es elegido mejor defensa de la competición.

### Participaciones internacionales
| Año                            | Sede                  | Resultado      |
| ------------------------------ | --------------------- | -------------- |
| Copa Africana de Naciones 1957 | Sudán                 | Campeón        |
| Copa Africana de Naciones 1959 | República Árabe Unida | Campeón        |
| Olimpiadas de Roma 1960        | Italia                | Primera fase   |
| Copa Africana de Naciones 1963 | Ghana                 | Tercero        |
| Olimpiadas de Tokio 1964       | Japón                 | Semifinalistas |

## Clubes
| Club    | País   | Año       |
| ------- | ------ | --------- |
| Al-Ahly | Egipto | 1953-1970 |

## Palmarés

### Copas nacionales
| Título         | Equipo  | País   | Año        |
| -------------- | ------- | ------ | ---------- |
| Liga egipcia   | Al-Ahly | Egipto | 1953-1954  |
| Copa de Egipto | Al-Ahly | Egipto | 1955-1956  |
| Liga egipcia   | Al-Ahly | Egipto | 1955-1956  |
| Liga egipcia   | Al-Ahly | Egipto | 1956-1957  |
| Copa de Egipto | Al-Ahly | Egipto | 1957-1958* |
| Liga egipcia   | Al-Ahly | Egipto | 1957-1958  |
| Liga egipcia   | Al-Ahly | Egipto | 1958-1959  |
| Copa de Egipto | Al-Ahly | Egipto | 1960-1961  |
| Liga egipcia   | Al-Ahly | Egipto | 1960-1961  |
| Liga egipcia   | Al-Ahly | Egipto | 1961-1962  |
| Copa de Egipto | Al-Ahly | Egipto | 1965-1966  |

| * Trofeo compartido con el Zamalek |

### Copas internacionales
| Título                    | Equipo                | País                  | Año  |
| ------------------------- | --------------------- | --------------------- | ---- |
| Copa Africana de Naciones | Egipto                | Sudán                 | 1957 |
| Copa Africana de Naciones | República Árabe Unida | República Árabe Unida | 1959 |